# Thomas Atkinson
Thomas Atkinson (* um 1546; † 11. März 1616) war ein englischer römisch-katholischer Priester. Er wird in der katholischen Kirche als Märtyrer verehrt und wurde 1987 zusammen mit 85 Märtyrern von England und Wales seliggesprochen.

## Leben
Atkinson wurde in der East Riding of Yorkshire geboren, wurde in Reims in Frankreich zum Priester geweiht und kam 1588 nach England zurück. Zu dieser Zeit wurden Katholiken in England verfolgt, weil sie den Supremat des Königs über die Kirche ablehnten und als potentielle Hochverräter galten.
Er war als Katholik in der Gegend bekannt, da er sich besonders um seine armen Glaubensgeschwister kümmerte, und konnte deshalb nicht mehr bei Tag reisen. Er war stets zu Fuß unterwegs, nur als sein Bein gebrochen war, ritt er zu Pferd. Als er 70 Jahre alt war, wurde er verraten und zusammen mit einem Mr. Vavasour aus Willitoft, bei dem er sich aufhielt, und einigen Mitgliedern von dessen Familie nach York gebracht.
Bei ihm fand man einen Rosenkranz und einen Ablassbrief. Aufgrund dieser Indizien wurde er zum Tod durch Erhängen, Strecken und Vierteilen verurteilt.